# 明星村
明星村（みょうじょうむら）は三重県多気郡にあった村。現在の明和町の南東部、近鉄山田線・明星駅の周辺にあたる。

## 地理
- 河川：大堀川
- 山：大仏山

## 歴史
- 1889年（明治22年）4月1日 - 町村制の施行により、多気郡上野村・下有爾村・新茶屋村・有爾中村・蓑村の区域をもって明星村が発足。
- 1955年（昭和30年）4月15日 - 多気郡斎宮村と合併して斎明村が発足。同日明星村廃止。

## 交通

### 鉄道路線
- 近畿日本鉄道
  - 山田線：明星駅
- 参宮急行電鉄（現・近畿日本鉄道）
  - 本線（1942年廃止） ：南明星駅

### 道路
- 伊勢街道